# جوزيف سيلي (سياسي)
جوزيف سيلي هو سياسي أمريكي، ولد في 1734، وتوفي في 25 أغسطس 1799. انتخب عضو مجلس ولاية نيوهامبشير ‏.